# 新妻問答
『新妻問答』（にいづまもんどう）は、1939年に公開された野村浩将監督の日本映画。

## スタッフ
以下のスタッフ名は特に記載がない限りKINENOTEに従った。
- 監督 - 野村浩将
- 脚本 - 野田高梧
- 原作 - 野田高梧
- 撮影 - 高橋通夫
- 音楽 - 早乙女光[3][2]

## キャスト
以下の出演者名は特に記載がない限り文化庁日本映画情報システムに従った。
- 上原謙 - 松浦弘
- 桑野通子 - 藤井春江
- 三井秀男 - 藤井謙太郎
- 三浦光子 - 船員倶楽部の娘 光子
- 河村黎吉 - 藤井謙造
- 吉川満子 - 藤井準子
- 日守新一 - 林久夫
- 坂本武 - 坂本武
- 笠智衆[3]